# Reformadors Liberal-Conservadors
Reformadors Liberal-Conservadors (en alemany, Liberal-Konservative Reformer, o LKR en forma abreviada) és el nom d'un un partit alemany fundat en el 2015 per Bernd Lucke, ex-portaveu de l'Alternativa per Alemanya. Al principi el partit es deia ALFA (acrònim d'Allianz für Fortschritt und Aufbruch, o sigui, Aliança per al Progrés i el Canvi). Els LKR es van presentar a vàries eleccions estatals entre el 2016 i el 2018, però mai no van arribar a més d'un per cent dels vots. A les eleccions europees del 2019 a Alemanya van obtenir un 0,1%. No es va presentar a les eleccions federals del 2017, ni tampoc a les eleccions estatals del 2019 i del 2020.
Des del 2020, el partit forma part del Bundestag, i dés del 2021 també del Parlament Europeu.

## Perfil polític
Segons els estatuts, els LKR es comprometen amb l'estat constitucional lliure, democràtic i social, així com els drets fonamentals tal com figuren en la llei bàsica. Els estatuts dels LKR rebutgen totes les posicions extremistes (ja sigui de dretes o d'esquerres), xenòfobes, racistes, nacionalistes, antisemites, islamòfobes, islamistes, homòfobes, i també s'oposen a totes les organitzacions i institucions que representen aquestes ideologies.
L'objectiu del partit és "afrontar els reptes actuals de l'estat alemany i dels ciutadans d'Alemanya, amb un enfocament en la busca de solucions, l'objectivitat i la neutralitat quant a l'ideologia". Pretén "complir els requisits d'una societat polifacètica i pluralista", en què "no hi sol haver solucions senzilles per a problemes complexos". Els LKR s’oposen a aquelles mesures que només contemplen l'èxit en les properes eleccions i que obliden avaluar les conseqüències a llarg termini.

### Immigració i persones refugiades
El 2015, el partit va presentar un concepte per l'acollida de refugiats basat en un límit flexible d'admissions.
En el mateix any, Bernd Lucke va exigir que el nombre d'immigrants a Alemanya es reduís a un terç. També va demanar l'establiment de "zones segures" als països d'origen dels refugiats. Bernd Kölmel tenia la idea de frenar les arribades a Europa per la ruta mediterrània, mitjançant la implicació de les unitats navals europees. Va demanar, a més, que els sol·licitants d’asil africans sol·licitessin la seva autorització a les missions diplomàtiques alemanyes als països nord-africans en comptes de fer-ho a Alemanya. Va dir que les sol·licituds directament realitzades als països de la UE només haurien de ser possibles en casos excepcionals clarament definits i que els sol·licitants indocumentats haurien de ser rebutjats.
El partit rebutja el concepte de la "cultura de benvinguda", oferint com a alternativa una "cultura de suport". Això vol dir que Alemanya només hauria d'acollir les persones que realment ho necessitin per sobreviure, sense donar la impressió d'estar disposat a acceptar a tothom independentment del motiu de la migració. A més, per minvar l'afluència de persones en busca de refugi, els LKR recomanen la cooperació al desenvolupament entre Alemanya i els països del Sud Global per combatre les causes de la fugida.
En el 2015 Lucke va legitimar la política de refugiats de Viktor Orbán, afirmant que l'estat hongarès estava exposat a una gran pressió per part dels refugiats i que era normal que reaccionés en conseqüència amb duresa. En una entrevista amb Spiegel Online, va dir que calia assegurar les fronteres exeriors de la UE, amb l'ajuda de tanques i unitats navals si calia. En aquest context, va expressar que Hongria només feia el que estava obligat a fer.
Una altra proposta seva és el control actiu de la immigració, basant-se en criteris com ara l'educació, l'experiència professional, les habilitats lingüístiques i les necessitats del mercat laboral alemany, tot afirmant que només s'oposen a l'immigració si està descontrolada.

### Política europea
Els LKR critiquen la política europea del govern alemany i la Comissió Europea. Defensen una Europa formada per estats sobirans. El partit es basa en la subsidiarietat i la competència entre els estats membres de la Unió Europea), que també haurien de ser responsables dels propis deutes i riscos bancaris, motiu pel qual es rebutja l'ajut financer en casos de crisi. El partit defensa un Grexit (abandonament de Grècia de la UE) per tal de protegir els contribuents alemanys. Si no s'arribés a l'expulsió de Grècia, s’hauria de considerar en la renúncia a l'euro per part d'Alemanya. Aquesta es duria a terme en forma d'associació entre Alemanya i altres països econòmicament forts del nord-oest, nord i centre d’Europa, quedant-hi fora l'Europa del Sud i de l'Est. Els LKR justifiquen aquesta mesura amb el fet que una moneda ha de correspondre a les diferents circumstàncies onòmiques i fiscals dels països en qüestió. El partit defensaría, en cas de necessitat, un retorn a les monedes nacionals de cada país europeu.
Els LKR es mostren partidaris del lliure comerç, incloent-hi acords internacionals com el TTIP. Bernd Lucke acusa els opositors del TTIP de difondre informació falsa respecte al tractat.

## Organització

### President del partit
- Jürgen Joost (2019-)

### Expresidents
- Bernd Lucke
- Ulrike Trebesius
- Christian Kott
- Bernd Kölmel
- Peter Reich

- Stephanie Tsomakaeva

## Fundació
Els LKR (al principi, ALFA) van ser creats al19 de juliol de 2015 a Kassel durant una reunió d’unes setanta persones, molts de les quals exmembres de l'Alternativa per Alemanya. L’assemblea va aprovar un estatut i un programa electoral i va elegir Bernd Lucke com a president del partit.